# Liste der Mitglieder der Bremischen Bürgerschaft (16. Wahlperiode)

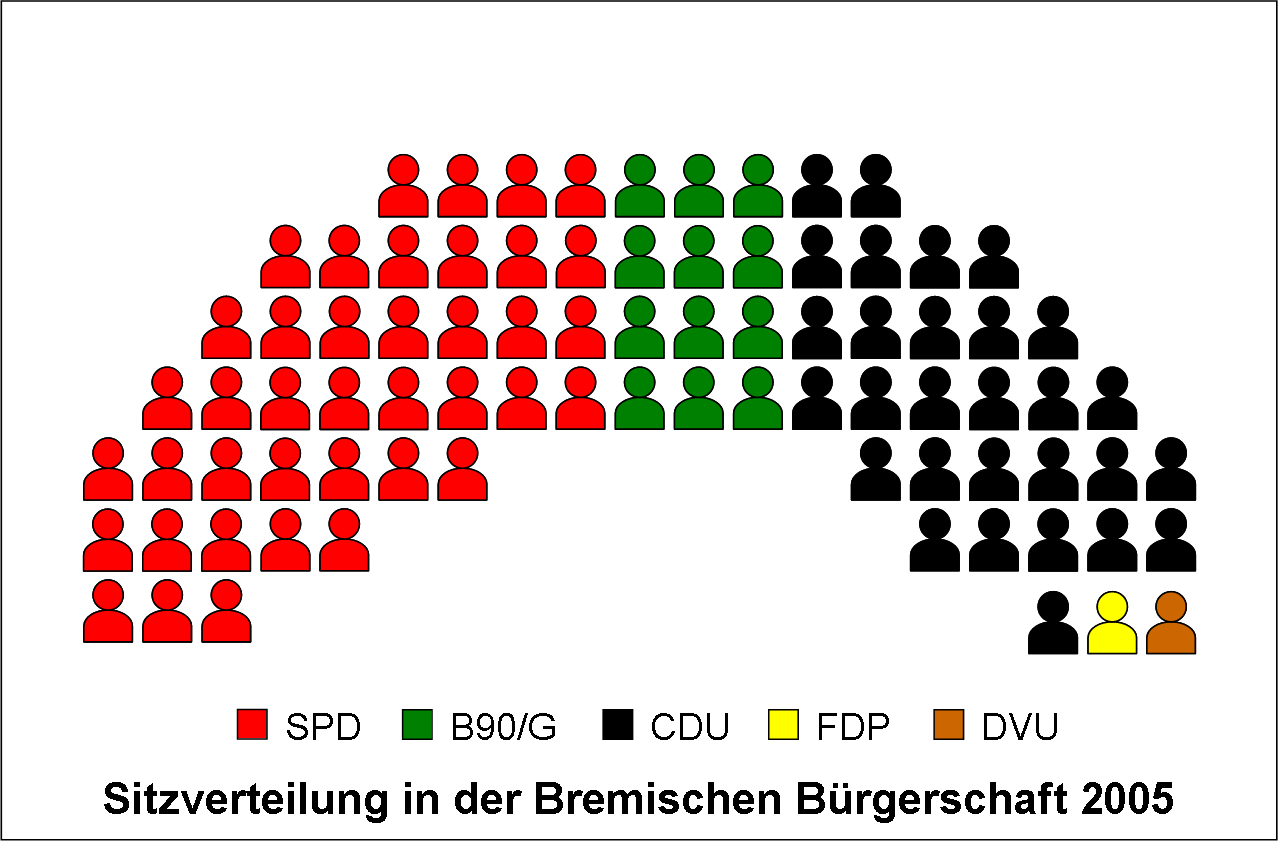
Sitzverteilung der Bürgerschaft des Landes Bremen 2005

Die 16. Legislaturperiode der bremischen Bürgerschaft lief von 2003 bis 2007. Sie wurde eingeleitet durch die Wahl vom 25. Mai 2003.
Die 16. Legislaturperiode war die erste Legislaturperiode, in der nicht mehr 100, sondern nur noch 83 Abgeordnete gewählt wurden. Zugleich war sie die erste Legislaturperiode, in welcher sich die stadtbremischen Mitglieder der Bürgerschaft (Landtag) nicht vollständig mit den Mitgliedern der Stadtbürgerschaft deckten. Seit 2003 sind nur 66 der 67 stadtbremischen Landtagsabgeordneten Mitglieder der Stadtbürgerschaft, weil bei der Zusammensetzung der Stadtbürgerschaft auch die Stimmen der Bürger der Europäischen Union herangezogen werden. Diese haben zu einem höheren Anteil die Grünen gewählt. Da diese Stimmen bei der Wahl zur Bürgerschaft (Landtag) nicht berücksichtigt werden dürfen und die Zahl der Bürgerschaftsmitglieder nicht erhöht werden darf, ist eine Abgeordnete von Bündnis 90/Die Grünen nur in der Stadtbürgerschaft vertreten. Dafür sitzt ein Abgeordneter der SPD nur im Landtag und nicht zugleich auch in der Stadtbürgerschaft.
Die Wahlbeteiligung belief sich auf 61,3 %. Präsident der Bürgerschaft ist, wie schon in der 15. Legislaturperiode, Christian Weber.

## Wahlergebnis
| Partei   | Stimmen     | Anteil      | Mandate     | Stimmen      | Anteil       | Mandate      | Stimmen     | Anteil      | Mandate     |
|          | Land Bremen | Land Bremen | Land Bremen | Stadt Bremen | Stadt Bremen | Stadt Bremen | Bremerhaven | Bremerhaven | Bremerhaven |
| -------- | ----------- | ----------- | ----------- | ------------ | ------------ | ------------ | ----------- | ----------- | ----------- |
| SPD      | 123.480     | 42,3 %      | 40          | 106.484      | 43,3 %       | 34           | 16.996      | 36,9 %      | 6           |
| CDU      | 86.819      | 29,8 %      | 29          | 72.196       | 29,3 %       | 23           | 14.623      | 31,8 %      | 6           |
| FDP      | 12.294      | 4,2 %       | 1           | 9.669        | 3,9 %        | 0            | 2.625       | 5,7 %       | 1           |
| Grüne    | 37.350      | 12,8 %      | 12          | 33.264       | 13,5 %       | 10           | 4.086       | 8,9 %       | 2           |
| DVU      | 6.642       | 2,3 %       | 1           | 3.376        | 1,4 %        | 0            | 3.266       | 7,1 %       | 1           |
| Schill   |             | 4,4 %       | 0           |              |              | 0            |             |             | 0           |
| PDS      |             | 1,7 %       | 0           |              |              | 0            |             |             | 0           |
| Sonstige |             | 2,4 %       | 0           |              |              | 0            |             |             | 0           |

## Sitzverteilung der Bremischen Stadtbürgerschaft
| SPD   | 33 Sitze |
| CDU   | 23 Sitze |
| Grüne | 11 Sitze |

## Abgeordnete
Hinweise: Bei Mitgliedern des Senats ruht die Mitgliedschaft in der Bürgerschaft für diese Zeit. Es rücken Abgeordnete aus den jeweiligen Parteilisten nach, wenn ein anderer Abgeordneter z. B. Senator wird oder aus anderen Gründen ausscheidet. Nachrücker wiederum müssen ausscheiden, wenn ein Senator sein Amt aufgibt und wieder Bürgerschaftsmitglied wird.
| Mitglied des Landtages         | Partei | Bemerkung                                                                                                   |
| ------------------------------ | ------ | --- |
| Sandra Ahrens                  | CDU    | ab 7. Juli 2003 für Eckhoff                                                                                 |
| Sabine Akkermann               | CDU    | |
| Silke Allers                   | CDU    | |
| Ursula Arnold-Cramer           | SPD    | |
| Michael Bartels                | CDU    | ab 7. Juli 2003 bis 15. Juli 2004 und wieder ab 1. Juni 2005 Jörg Kastendiek                                |
| Rainer Bensch                  | CDU    | ab 28. Juli 2005 für Jäger                                                                                  |
| Gerlinde Berk                  | SPD    | |
| Paul Bödeker                   | CDU    | |
| Jens Böhrnsen                  | SPD    | bis 8. November 2005, danach Präsident des Senats                                                           |
| Sybille Böschen                | SPD    | |
| Siegfried Breuer               | SPD    | bis 25. Januar 2005 (Verzicht)                                                                              |
| Winfried Brumma                | SPD    | |
| Birgit Busch                   | SPD    | |
| Jens Crueger                   | Grüne  | |
| Ralf Dillmann                  | Grüne  | (ab 2007; nur Stadtbürgerschaft)                                                                            |
| Mario Domann-Käse              | SPD    | bis 30. Juni 2003 (Verzicht)                                                                                |
| Jens Eckhoff                   | CDU    | bis 4. Juli 2003 (danach Senator) und ab 22. Februar 2006                                                   |
| Thomas Ehmke                   | SPD    | |
| Carmen Emigholz                | SPD    | |
| Michael Engelmann              | SPD    | bis 10. Oktober 2003 (Verzicht)                                                                             |
| Dieter Focke                   | CDU    | |
| Karin Garling                  | SPD    | ab 20. Oktober 2003 für Engelmann im Landtag und seit 10. November 2005 auch Stadtbürgerschaft für Böhrnsen |
| Hans-Georg Gerling             | CDU    | |
| Jens Görtz                     | SPD    | ab 24. Oktober 2003 Stadtbürgerschaft für Engelmann                                                         |
| Wolfgang Grotheer              | SPD    | |
| Matthias Güldner               | Grüne  | |
| Martin Günthner                | SPD    | |
| Catrin Hannken                 | CDU    | bis 15. Januar 2006 (Verzicht)                                                                              |
| Rolf Herderhorst               | CDU    | |
| Doris Hoch                     | Grüne  | |
| Jan Holthuis                   | SPD    | |
| Ulrike Hövelmann               | SPD    | |
| Gule Iletmis                   | SPD    | ab 10. November 2005 (Landtag)                                                                              |
| Frank Imhoff                   | CDU    | |
| Jörg Jäger                     | CDU    | (bis 2005)                                                                                                  |
| Wolfgang Jägers                | SPD    | |
| Reimund Kasper                 | SPD    | |
| Jörg Kastendiek                | CDU    | bis 25. Mai 2005, danach Senator                                                                            |
| Karin Kauertz                  | SPD    | |
| Werner Kirschstein             | SPD    | ab 7. Februar 2005 für Breuer                                                                               |
| Hermann Kleen                  | SPD    | |
| Erwin Knäpper                  | CDU    | |
| Sigrid Koestermann             | CDU    | |
| Jan Köhler                     | Grüne  | (bis 2006)                                                                                                  |
| Andreas Kottisch               | SPD    | |
| Karin Krusche                  | Grüne  | |
| Uta Kummer                     | SPD    | |
| Peter Lehmann                  | Grüne  | |
| Max Liess                      | SPD    | |
| Karoline Linnert               | Grüne  | |
| Marlies Marken                 | SPD    | |
| Karin Markus                   | SPD    | ab 10. November 2005                                                                                        |
| Karin Mathes                   | Grüne  | |
| Renate Möbius                  | SPD    | |
| Klaus Möhle                    | Grüne  | |
| Rita Mohr-Lüllmann             | CDU    | |
| Elisabeth Charlotte Motschmann | CDU    | bis 4. Juli 2003 (Verzicht)                                                                                 |
| Rainer Nalazek                 | SPD    | |
| Karl Uwe Oppermann             | CDU    | |
| Manfred Oppermann              | SPD    | |
| Hartmut Perschau               | CDU    | seit 16. Juli 2004, davor Senator                                                                           |
| Klaus Peters                   | CDU    | |
| Insa Peters-Rehwinkel          | SPD    | |
| Wolfgang Pfahl                 | CDU    | seit 7. Juli 2003 für Röwekamp                                                                              |
| Helmut Pflugradt               | CDU    | |
| Frank Pietrzok                 | SPD    | bis 8. November 2005 (Verzicht)                                                                             |
| Tanja Prinz                    | Grüne  | nur Stadtbürgerschaft, bis 15. Juli 2004 (Verzicht)                                                         |
| Jürgen Pohlmann                | SPD    | |
| Bernd Ravens                   | CDU    | |
| Ingrid Reichert                | SPD    | |
| Claas Rohmeyer                 | CDU    | |
| Thomas Röwekamp                | CDU    | bis 4. Juli 2003, danach Senator                                                                            |
| Brigitte Sauer                 | CDU    | |
| Frank Schildt                  | SPD    | |
| Margitta Schmidtke             | SPD    | |
| Dirk Schmidtmann               | Grüne  | ab 22. Juli 2004 für Trüpel                                                                                 |
| Karin Schnakenberg             | CDU    | ab 20. Januar 2006 für Hannken, bis 21. Februar 2006                                                        |
| Silvia Schön                   | Grüne  | |
| Wolfgang Schrörs               | CDU    | |
| Joachim Schuster               | SPD    | (bis 2006)                                                                                                  |
| Gisela Schwarz                 | SPD    | |
| Carsten Sieling                | SPD    | |
| Sandra Speckert                | CDU    | |
| Iris Spieß                     | CDU    | |
| Anja Stahmann                  | Grüne  | |
| Heiko Strohmann                | CDU    | |
| Michael Teiser                 | CDU    | Bremerhaven, bis 3. August 2003, danach Bürgermeister und Stadtkämmerer                                     |
| Siegfried Tittmann             | DVU    | |
| Helga Trüpel                   | Grüne  | bis 19. Juli 2004 (Verzicht)                                                                                |
| Björn Tschöpe                  | SPD    | |
| Karin Tuczek                   | CDU    | ab 15. August 2003 für Teiser                                                                               |
| Edith Wangenheim               | SPD    | |
| Elisabeth Wargalla             | Grüne  | ab 26. Juli 2004 für Prinz, bis 10. Januar 2007 nur Stadtbürgerschaft                                       |
| Christian Weber                | SPD    | Präsident der Bürgerschaft                                                                                  |
| Willy Wedler                   | FDP    | |
| Cornelia Wiedemeyer            | SPD    | |
| Annedore Windler               | CDU    | |
| Sibylle Winther                | CDU    | |
| Christine Wischer              | SPD    | bis 5. Juli 2003, danach Senatorin                                                                          |
| Helga Ziegert                  | SPD    | |